# Penelope Aitken
Pour les articles homonymes, voir Aitken.
Penelope Aitken (2 décembre 1910 – 7 février 2005), surnommée « Pempe », est une personnalité anglaise.

## Biographie
Née Penelope Loader Maffey, elle est la fille de John Maffey, qui est gouverneur général du Soudan, secrétaire permanent du Colonial Office et, en temps de guerre, ambassadeur à Dublin. Auparavant, il est le secrétaire privé du vice-roi des Indes et gouverneur de la Province de la Frontière-du-Nord-Ouest ; ainsi Penelope est née à Peshawar et elle passe ses premières années en Inde, là où trois de ses demi-frères meurent enfants.
À 7 ans, elle retourne à l'école primaire en Angleterre, puis elle entre dans une école pour fille, la Sherborne School for Girls. Ses parents ont une maison, Anmer Hall, dans les environs de King's Sandringham, ce qui contribue à son amitié avec la famille royale. En effet, elle devient la favorite du George V. Maffey est présentée à la Cour et nommée débutante de l'année. Très belle, elle a des liaisons romantiques avec beaucoup d'hommes, dont le prince Bernhard des Pays-Bas, Esmond Harmsworth (en) et l'artiste mondain Simon Elwes (en) (1902-1975), ce qui cause un léger scandale, car il est marié et catholique. Maintenant une amitié platonique, elle accompagne le prince Bernhard à sa lune de miel et devient amie avec sa nouvelle femme, Juliana.
En 1938, elle rencontre le Canadien William Traven Aitken, neveu du grand magnat Max Aitken, premier baron de Beaverbrook et journaliste à l'Evening Standard. Ils se marient un peu plus tard cette même année à St Peter's, Eaton Square. Leur fils Jonathan Aitken naît à Dublin en 1942 et leur fille Maria Aitken (en) en 1945. William rejoint la Royal Air Force et Penelope, la WRVS (Women’s Royal Voluntary Service), qui aide à évacuer les enfants allemands en Irlande. En 1944, son mari est gravement blessé dans un accident de Spitfire. Elle passe deux ans à le soigner, en même temps que Jonathan, est atteint de tuberculose et que leur maison familiale est bombardée à Londres.
Son mari est élu député conservateur de Bury St. Edmunds au Parlement en 1950. Il est adoubé, ce qui fait de Penelope Lady Aitken. Elle se dévoue dans le travail communautaire pour appuyer la carrière politique de son mari, devient magistrate et participe au Clothing Exchange, ce qui joue un rôle majeur dans l'aide des victimes de l'inondation de la côte est en 1953. Par la suite, elle reçoit l'Ordre de l'Empire britannique. Son mari meurt subitement en 1964.
Elle vit avec ses enfants à Halesworth pour être plus près de son père, qui meurt en 1969 à l'âge de 91 ans. La fortune familiale est dispersée par les droits de successions et le crash du marché. Elle reprend alors son aventure avec Simon Elwes, puis a une longue relation avec Sir John Davis, président de Rank Xerox.
Lady Aitken devient une mère dévouée pour son fils, Jonathan, l'appuyant dans sa carrière journalistique, politique et d'affaire. Elle reste auprès de lui quand il perd son procès pour diffamation, divorce et est condamné à la prison pour parjure. Elle emploie même un de ses amis de la prison de Belmarsh, Spider Aguda, comme chauffeur, l'introduisant auprès des gens en disant « Rencontrer mon merveilleux ami voleur de lingots. ».
En 1973, elle devient grand-mère du futur acteur Jack Davenport, dont la mère est Maria.
Jardiner est une de ses passions. Elle crée un parc connu à Playford, dans sa maison Tudor à côté d'Ipswich. Plus tard, elle crée un jardin anglais dans sa maison près de Santa Eulalia, sur l'île espagnole d'Ibiza, passant en contrebande de la terre et des plantes rares sous le nez des douaniers.
Lady Aitken continue d'être vue a de nombreuses soirées et avec beaucoup d'hommes. L'animateur satirique Noel Picarda tombe instantanément amoureux d'elle, et devient son compagnon jusqu'à sa mort en 2003. Sa maison et ses soirées sont souvent la scène de machinations politiques dans les cercles conservateurs et elle est souvent vue tenir la cour parmi les politiciens ou sa famille, à Londres, dans un pub local ou en Gironde.
Elle meurt d'un cancer à l'âge de 94 ans la nuit de la première de la nouvelle pièce de sa fille.